# المريض الإنجليزي (فلم)
المريض الإنجليزي (بالإنجليزية: The English Patient) فيلم مأخوذ عن رواية مايكل أونداتجي التي تحمل نفس الاسم، أنتج عام 1996 وفاز بأوسكار أفضل فيلم لنفس العام، أخرجه أنتوني منغيلا، وقام ببطولته رالف فاينس، جولييت بينوش، كريستين سكوت توماس، وويليم دافو.

## الحبكة
يحكي الفيلم عن ذكريات رجل محترق كلياً يُعرف بأنه المريض الإنكليزي (رالف فاينس) لا يدل على هويته شيء سوى نسخة من تاريخ هيرودوتس مليئة بالصور والرسوم والكتابات، تعتني به ممرضة كندية اسمها هانا (جولييت بينوش)، في دير إيطالي أواخر الحرب العالمية الثانية. تتعلق هانا بالمريض الإنكليزي الذي لا يتذكر ماضيه، وتجد فيه العزاء عن كل الذين أحبتهم وماتوا. ينضم إليهما في الدير ديفد كارافاجيو (ويليم دافو) وهو لص كندي عمل جاسوساً لصالح الحلفاء، والملازم السيخي كيربال سينغ (نافين أندروز) الذي يعمل في وحدة إزالة الألغام.
يتعرف كارافاجيو على شخصية المريض الإنكليزي من خلال كتابه الشهير، ويخبر هانا أنه السبب في قيام القوات الألمانية بقطع ابهاميه، وفي نفس الوقت يتذكر المريض الإنكليزي ماضيه، وقصة الحب التي جمعت بينه وبين كاثرين كليفتون، زوجة جيوفري كليفتون زميله في الجمعية الملكية الجغرافية، في جنوب القاهرة، بعد أن عملا معاً لوقت طويل في الصحراء، وعلقا سوية في عاصفة رملية. يتضح أن المريض الإنكليزي ليس إنكليزيا حقاً، وإنما نمساوي هنغاري، وأنه رحالة شهير ومستكشف يدعى الكونت لازلو دو ألماشي.
تنمو قصة حب موازية بين هانا واللغام السيخي كيب، وتتقاطع مع ذكريات ألماشي وكارافاجيو الذي يتوصل إلى جعل ألماشي يحكي كيفية موت جيوفري كليفتون، وكيف نجا من تحطم الطائرة الذي قصد كليفتون أن يقتل ثلاثتهم به، وكيف أخرج كاثرين التي كانت لا تزال حية وحملها إلى كهف السباحين، ثم كيف غادرها عابراً الصحراء ليجلب المعونة، غير أن البريطانيين قبضوا عليه ما أن عرفوا اسمه، واقتادوه باعتباره جاسوساً، ثم هرب، وعاد إلى الكهف حيث ترك كاثرين ليجدها قد فارقت الحياة. يقر ألماشي بأنه سلم خرائط الصحراء التي كانت بحوزته إلى الألمان وأخذ مقابل ذلك وقوداً للطائرة الصغيرة التي تركها له زميله في البعثة الجغرافية مادوكس.
في النهاية، يغادر اللغام كيب مع وحدته، ويموت المريض الإنكليزي، فيما تغادر هانا مع كارافاجيو إلى عالم جديد.

## ردود الفعل
حصل الفيلم على ردود فعل إيجابية من النقاد على صعيد واسع، وفاز بعدة جوائز، منها جوائز الأكاديمية، والغولدن غلوب، والبافتا.
على صعيد رد الفعل العام، أحدث الفيلم ردود فعل منقسمة، ففي حين رأى البعض أنه فيلم جيد، رأى قطاع عريض من الجمهور أنه فيلم ممل ومرهق، وسخر منه العديد من صناع الإعلام، كما حملت إحدى حلقات مسلسل ساينفيلد اسم المريض الإنكليزي، وكانت موجهة للسخرية من الفيلم ومن جمهوره. واُعتُبِر الفيلم مثالاً كلاسيكياً على تعارض التفضيلات الجمالية السينمائية بين النقاد المتخصصين، وبين الجمهور العريض للسينما.
ركز بعض النقاد على قرار المخرج أنتوني منغيلا اعتبار قصة ألماشي وكاثرين الخط الرئيسي في الفيلم، بينما كان التركيز في الرواية على قصة هانا وكيب، كما اُعتُبِر الفيلم تنويعاً على قصة حرب طروادة كما وردت في إلياذة هوميروس، حيث تهرب هيلين زوجة منيلاوس ملك إسبرطة مع باريس ابن ملك طروادة، الأمر الذي يؤدي إلى الحرب، ففي الفيلم، تخون كاثرين كليفتون زوجها العامل في الاستخبارات العسكرية البريطانية مع هنغاري يسلم معلومات الجمعية الملكية الجغرافية إلى العدو الألماني دون أدنى بادرة ندم.

## الجوائز والترشيحات

### جوائز الأوسكار
فاز الفيلم بأوسكار أفضل فيلم عام 1996، ورُشح في المجمل لاثنتي عشرة جائزة فاز بتسع منها:
- أفضل فيلم (فوز)
- أفضل مخرج: أنتوني منغيلا (فوز)
- أفضل ممثلة في دور مساعد: جولييت بينوش (فوز)
- أفضل مخرج فني وديكور: ستيوارت كريغ وستيفاني مكميلان (فوز)
- أفضل تصوير سينمائي: جون سيل (فوز)
- أفضل مونتاج: والتر مورك (فوز)
- أفضل موسيقى: غابريال يارد (فوز)
- أفضل صوت: والتر مورك، مارك برغر، ديفد باركر، وكريستوفر نيومان (فوز)
- أفضل تصميم أزياء: آن روث (فوز)
- أفضل ممثل في دور رئيسي: رالف فاينس (ترشيح)
- أفضل ممثلة في دور رئيسي: كريستين سكوت توماس (ترشيح)
- أفضل سيناريو مُقتبس: أنتوني منغيلا (ترشيح)

### جوائز الغولدن غلوب
- أفضل فيلم درامي (فوز)
- أفضل مخرج: أنتوني منغيلا (فوز)
- أفضل موسيقى أصلية: غابريال يارد (فوز)
- أفضل أداء لممثل: رالف فاينس (ترشيح)
- أفضل أداء لممثلة: كريستين سكوت توماس (ترشيح)
- أفضل أداء لممثلة في دور مساعد: جولييت بينوش (ترشيح)
- أفضل سيناريو: أنتوني منغيلا (ترشيح)

## وصلات خارجية
- مقالات تستعمل روابط فنية بلا صلة مع ويكي بيانات

| سبقه القلب الشجاع | أوسكار - أفضل فيلم 1996 | تبعه تيتانيك |